# 大波蘭地區希羅達
大波蘭地區希羅達（波蘭語：Środa Wielkopolska，發音：[ˈɕrɔda vjɛlkɔˈpɔlska]，施罗达）是波蘭大波蘭省的城鎮，位於該國中部，距離首府波茲南約30公里，面積17.98平方公里，該地區自石器時代初期有人類居住，2009年人口22,001。

## 友好城市
- 法國 维特雷
- 捷克 普羅斯捷約夫

## 外部連結
- Official town website（页面存档备份，存于）

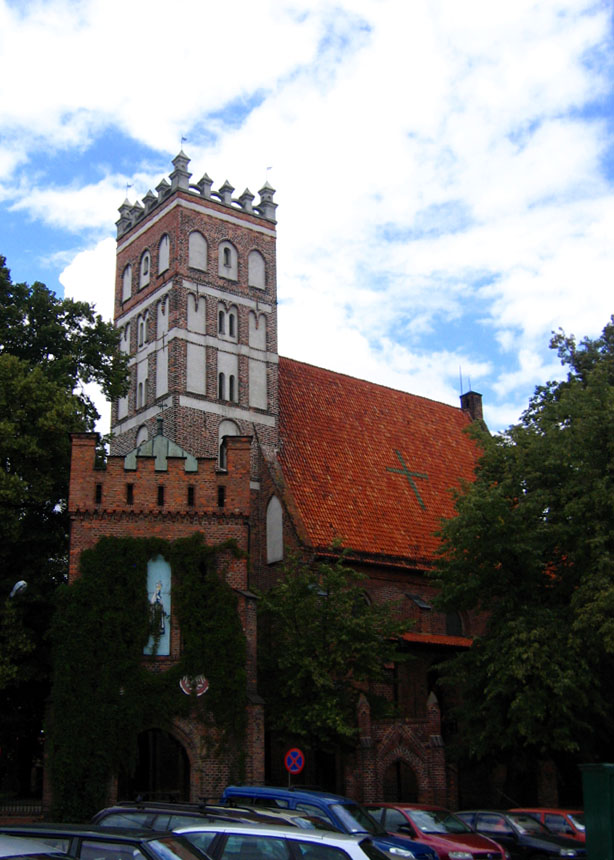

- Gallery of Środa Wielkopolska

52°14′N 17°17′E / 52.233°N 17.283°E